# Kacza Skała

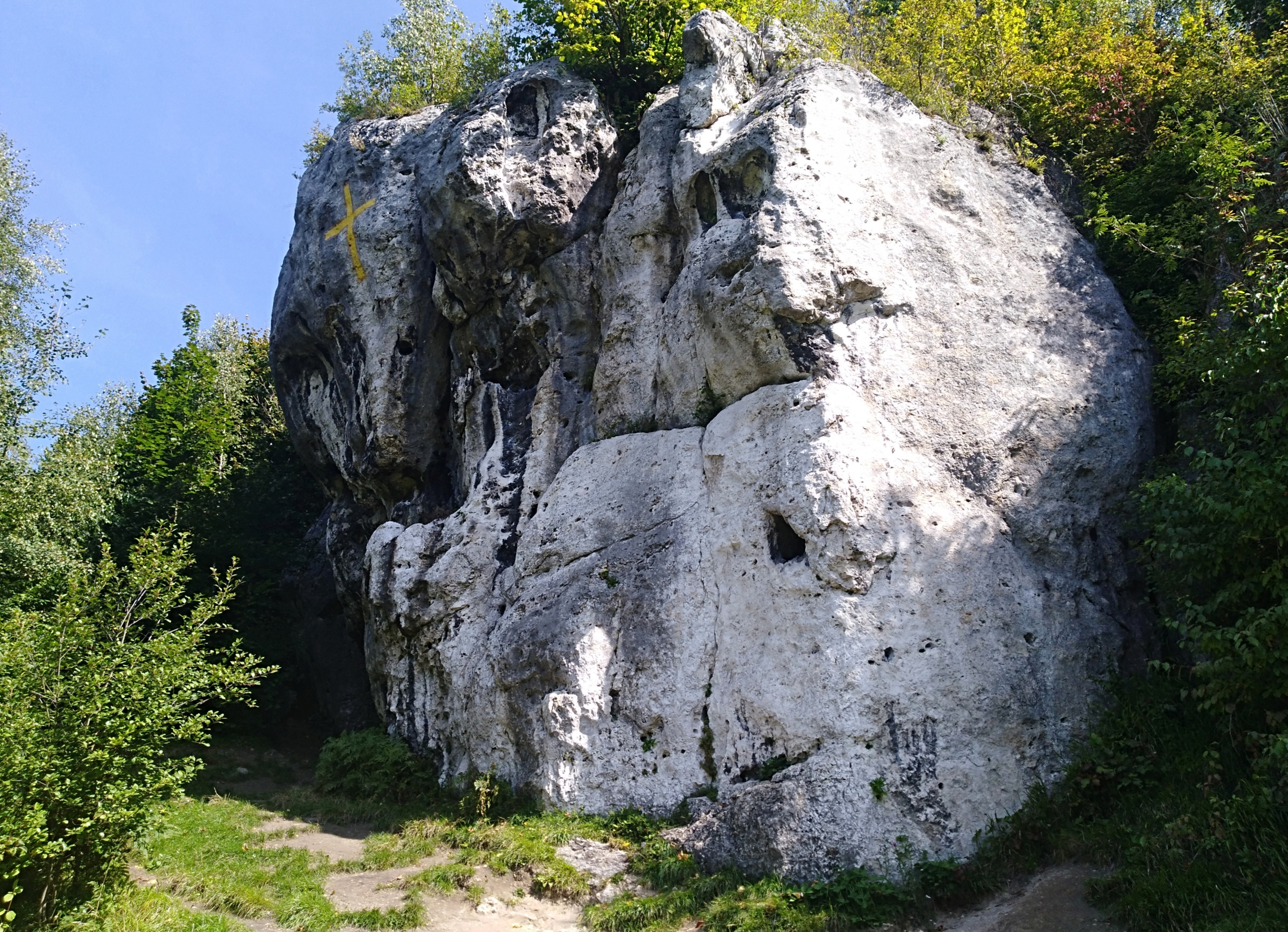

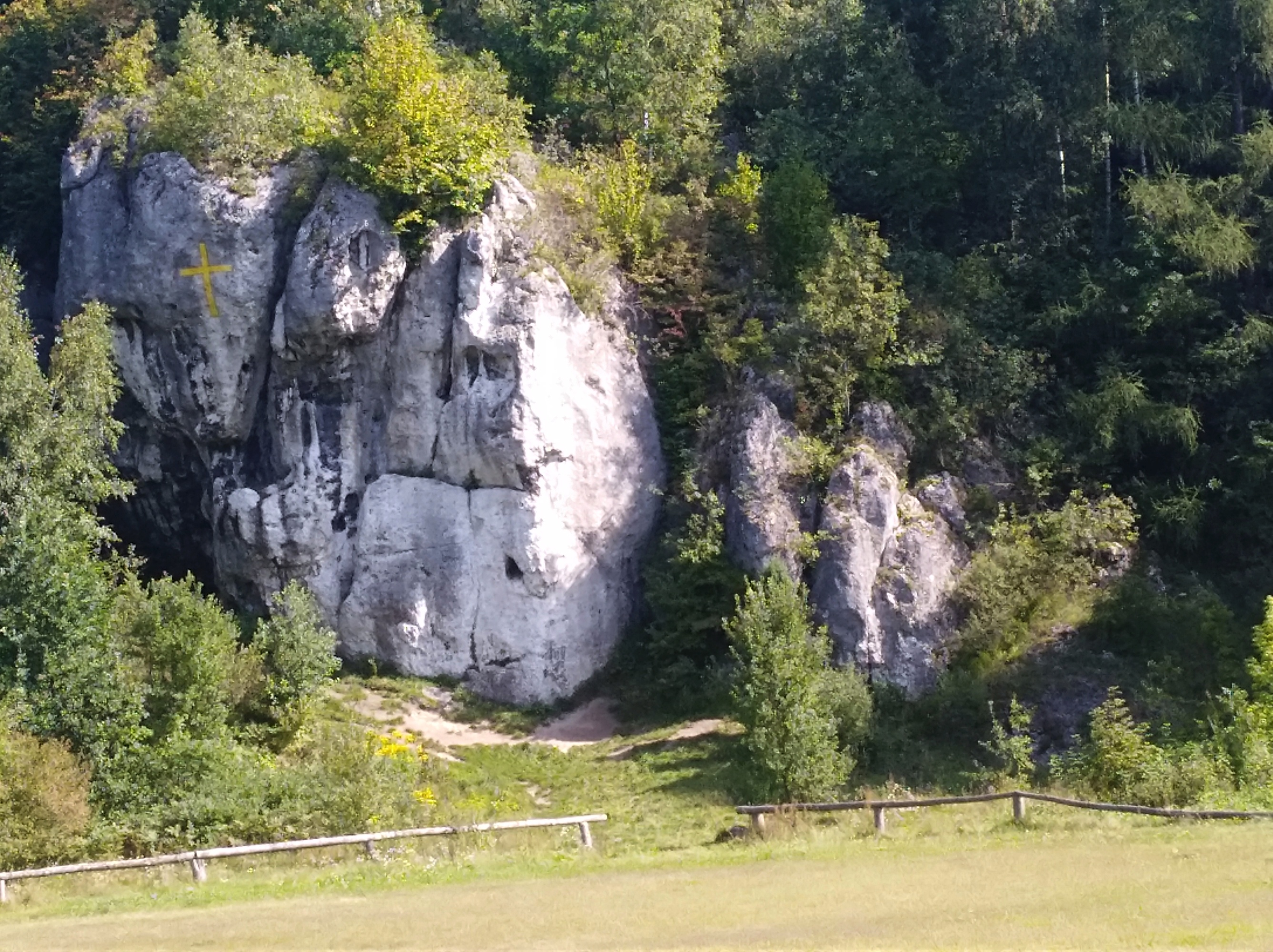

Kacza Skała – skała we wsi Ludwinów, w województwie śląskim, w powiecie myszkowskim, w gminie Niegowa. Znajduje się nad boiskiem na północnym końcu zabudowanego obszaru wsi, u zachodnich podnóży Wysuckiej Góry. Pod względem geograficznym jest to obszar Wyżyny Częstochowskiej.
Kacza Skała zbudowana jest z twardych wapieni skalistych, ma pionowe lub przewieszone ścianę o wysokości 14 m i namalowany jest na niej duży czerwony krzyż. Na skale uprawiana wspinaczka skalna. Pierwszą drogę wspinaczkową poprowadzono na niej w 1999 roku, następne w latach 2008, 2009 i 2014. Łącznie jest 15 dróg o trudności od VI.1 do VI.5+ w skali Kurtyki oraz jeden projekt. Na prawie wszystkich drogach zamontowano stałe punkty asekuracyjne: ringi (r) i stanowiska zjazdowe. Wśród wspinaczy skalnych skała jest średnio popularna.

1. Kaczogród; VI.1+, 5r + st
2. Słomiany zapał; VI.3, 4r + st
3. Zasady Norberta; VI.1+, 6r + st (droga szczególnie polecana)
4. Pieskie życie; VI.4/4+, 6r + st (droga szczególnie polecana)
5. Powierzchnie tnące; VI.5, 5r + st
6. Lumbago; VI.4+/5, 5r + st (droga szczególnie polecana)
7. Projekt otwarty;
8. 21 gramów; VI.4+, 5r + st
9. Kacza rysa; VI.1 (nie wystarczą same ekspresy)
10. Dzieci Boga; VI.2, 5r + st (droga szczególnie polecana)
11. W kaczy kuper; VI.1+, 5r + st
12. Andromeda; VI.1+, 6r + st
13. Andromeda oryginalnie; VI.1, 6r + st
14. Nowe horyzonty; VI.+, 4r + st
15. Meteor; VI.1, 5r + st
16. Jesień Czejenów; VI.4, 4r + st[3].